# Coupe d'Espagne féminine de volley-ball
La Coupe d'Espagne de volley-ball féminin est organisée par la Fédération espagnol de volley-ball (Real Federación Española de Voleibol-RFEVB), elle a été créée en 1975.

## Palmarès
| Année | Vainqueur                       | Score                                     | Finaliste                     |
| ----- | ------------------------------- | ----------------------------------------- | ----------------------------- |
| 1976  | C.D. Hispano Francés            |                                           |                               |
| 1977  | Club Medina                     |                                           |                               |
| 1978  | C.V. Longchamps Gijón           |                                           |                               |
| 1979  | C.D. Sniace Torrelavega         |                                           |                               |
| 1980  | C.D. Sniace Torrelavega         |                                           |                               |
| 1981  | C.V. Sant Cugat                 |                                           |                               |
| 1982  | A.E. Cornellá                   |                                           |                               |
| 1983  | C.D. Hispano Francés            |                                           |                               |
| 1984  | R.C.D. Español-Cornellá         |                                           |                               |
| 1985  | R.C.D. Español-Cornellá         |                                           |                               |
| 1986  | R.C.D. Español-Cornellá         |                                           |                               |
| 1987  | C.V. Tormo Barberá              |                                           |                               |
| 1988  | C.V. Tormo Barberá              |                                           |                               |
| 1989  | C.V. Tormo Barberá              |                                           |                               |
| 1990  | R.C.D. Español                  |                                           | C.V. Afelsa Tenerife          |
| 1991  | C.V. Afelsa Tenerife            |                                           | R.C.D. Español                |
| 1992  | R.C.D. Español                  |                                           | C.V. Telyco Alcorcón          |
| 1993  | C.V. Telyco Alcorcón            |                                           | C.V. Afelsa Tenerife          |
| 1994  | C.V. Alcorcón                   |                                           | Vóley Murcia                  |
| 1995  | C.V. Caja Ávila                 |                                           | Club Voleibol Torrelavega     |
| 1996  | Club Voleibol Albacete          |                                           | C.V. Caja Ávila               |
| 1997  | C.V. Construcciones Marichal    |                                           | Universidad Granada           |
| 1998  | C.V. Construcciones Marichal    |                                           | Universidad Granada           |
| 1999  | C.V. Construcciones Marichal    |                                           | Universidad Granada           |
| 2000  | C.V. Construcciones Marichal    |                                           | Universidad Granada           |
| 2001  | Marichal Airtel Tenerife        |                                           | Universidad de Burgos         |
| 2002  | Tenerife Marichal               |                                           | Universidad de Burgos         |
| 2003  | Tenerife Marichal               |                                           | Universidad de Burgos         |
| 2004  | Tenerife Marichal               |                                           | C.V. Caja Ávila               |
| 2005  | Tenerife Marichal               |                                           | C.V. Caja Ávila               |
| 2006  | Spar Tenerife Marichal          | 3 - 0 (29-27, 25-2, 25-19)                | Hotel Cantur                  |
| 2007  | CAV Murcia 2005                 | 3 - 0 (25-21, 25-18, 25-18)               | Club Voleibol Aguere          |
| 2008  | CAV Murcia 2005                 | 3 - 0 (25-16, 25-15, 25-15)               | Club Voleibol Sanse           |
| 2009  | CAV Murcia 2005                 | 3 - 1 (25-20, 25-19, 20-25, 25-20)        | Valeriano Allés Menorca Volei |
| 2010  | CAV Murcia 2005                 | 3 - 0 (27-25, 25-14, 25-23)               | Universidad de Burgos         |
| 2011  | CAV Murcia 2005                 | 3 - 2 (21-25, 25-22, 25-21, 17-25, 16-14) | Valeriano Allés Menorca Volei |
| 2012  | Club Voleibol Haro              | 3 - 1 (25-12, 27-29, 25-22, 25-20)        | Nuchar Eurochamp Murillo      |
| 2013  | Club Voleibol Haro              | 3 - 1 (25-20, 20-25, 25-19, 25-23)        | Nuchar Tramek Murillo         |
| 2014  | Embalajes Blanco Tramek Murillo | 3 - 0 (25-10, 25-14, 25-17)               | Valeriano Allés Menorca Volei |
| 2015  | Naturhouse Ciudad de Logroño    | 3 - 0 (25-20, 25-18, 25-23)               | GH Leadernet Navarcable       |
| 2016  | Naturhouse Ciudad de Logroño    | 3 - 1 (25-16, 20-25, 25-19, 25-11)        | GH Leadernet Navarcable       |
| 2017  | Fígaro Peluqueros Haris         | 3 - 2 (25-20, 25-18, 16-25, 15-25, 15-13) | Naturhouse Ciudad de Logroño  |
| 2018  | Minis de Arluy VB Logroño       | 3 - 0 (25-18, 26-24, 25-22)               | Arona Tenerife Sur            |
| 2019  | Minis de Arluy VB Logroño       | 3 - 0 (25-18, 25-17, 25-18)               | Fachadas Dimurol Lybbi´s      |
| 2020  | May Deco Voleibol Logroño       | 3 - 0 (25-12, 25-13, 25-17)               | Avarca de Menorca             |

## Bilan par club
| Club                      | Titres | Ville                      | Année                                                            |
| ------------------------- | ------ | -------------------------- | ---------------------------------------------------------------- |
| Club Voleibol Tenerife    | 11     | Santa Cruz de Tenerife     | 1991, 1997, 1998, 1999, 2000, 2001, 2002, 2003, 2004, 2005, 2006 |
| R.C.D. Español            | 6      | Barcelone                  | 1982, 1984, 1985, 1986, 1990, 1992                               |
| Club Voleibol Murillo     | 6      | Logroño                    | 2014, 2015, 2016, 2018, 2019, 2020                               |
| CAV Murcia 2005           | 5      | Murcie                     | 2007, 2008, 2009, 2010, 2011                                     |
| C.V. Tormo Barberá        | 3      | Xàtiva                     | 1987, 1988, 1989                                                 |
| C.D. Hispano Francés      | 2      | Barcelone                  | 1976, 1983                                                       |
| Club Voleibol Torrelavega | 2      | Torrelavega                | 1979, 1980                                                       |
| C.V. Alcorcón             | 2      | Alcorcón                   | 1993, 1994                                                       |
| Club Voleibol Haro        | 2      | Haro                       | 2012, 2013                                                       |
| Club Medina               | 1      | Madrid                     | 1977                                                             |
| C.V. Gijón                | 1      | Gijón                      | 1978                                                             |
| C.V. Sant Cugat           | 1      | Sant Cugat del Vallès      | 1981                                                             |
| C.V. Caja Ávila           | 1      | Ávila                      | 1995                                                             |
| Club Voleibol Albacete    | 1      | Albacete                   | 1996                                                             |
| Club Voleibol Haris       | 1      | San Cristóbal de La Laguna | 2017                                                             |